# Ленточный интерфейс
Ribbon (Лента) или Microsoft Fluent Interface — тип интерфейса в GUI-приложениях, основанный на панелях инструментов, разделенных вкладками. Приложения пакета Microsoft Office начиная с версии 2007, выпущенные компанией Microsoft, применяют эту форму интерфейса, главной частью которой является модульная лента с пиктограммами вместо текстовых пунктов меню. 
Переход на новый тип меню вызвал неоднозначную реакцию пользователей, многие пользователи посчитали Ленту неудобной, что привело к разработке сторонних приложений позволяющих вернуть классический вид меню в Office, например UbitMenu и Classic Menu.

## Предшественники
Microsoft — не первый производитель программного обеспечения, который стал использовать панели инструментов со вкладками. Ранее подобные панели появились в таких пакетах, как Macromedia HomeSite, Macromedia Dreamweaver, Borland Delphi и Borland C++ Builder, Maya. Однако, в них на каждой вкладке сразу отображались все элементы, входящие в неё, а не только наиболее часто используемые. Кроме того, в них интерфейс со вкладками не заменяет меню окна, и в этом его главное отличие.

## Описание

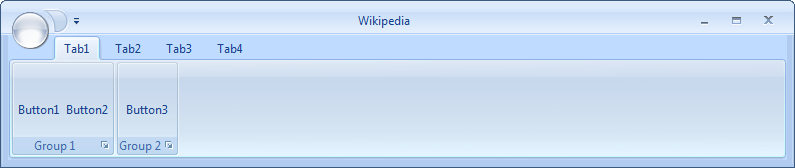
Стандартный образец интерфейса Ribbon в стиле Microsoft Office 2007

Главной особенностью нового интерфейса был полный отказ от системного меню программы. При использовании интерфейса Ribbon большинство функций распределяются по вкладкам новой панели. Некоторые функции перенесены в выпадающие меню, появляющиеся при нажатии на кнопку слева от вкладок (кнопка «Office» в Office 2007 или «Файл» в 2010-м), и дополнительную кнопку в заголовке (меню быстрого вызова). Кнопки функций, которые нужны постоянно (отменить, повторить, сохранить), вынесены в заголовок окна.
Кнопки на лентах, в отличие от панели инструментов, могут быть разного размера. Кнопки, которые нужны более часто, могут быть больше, а также внутри них могут располагаться образцы применяемых стилей.
Кнопки объединяются в группы. Редко используемые кнопки скрываются, но доступ к ним сохраняется через выпадающие меню в нижней части ленты, возле заголовка группы.

## Ribbon в Microsoft Office 2007
Кроме стандартного стиля оформления (Luna), в Ribbon существуют также тёмный (Obsidian) и серебристый (Silver) стили. Существует возможность создавать свои стили оформления.
Microsoft применила интерфейс типа Ribbon в Microsoft Office 2007 как часть Microsoft Fluent User Interface, заменив им меню, панели инструментов (тулбары) и множество панелей задач. Специалисты Microsoft заявляют, что это позволяет собрать все функции в одном месте, повысив тем самым удобство пользовательского интерфейса. Однако есть мнения как о полезности, так и о ненадобности ленточного интерфейса.

## Ribbon в Microsoft Office 2010
С выпуском Microsoft Office 2010 Ribbon был кардинально переработан и улучшен. В том числе, был переработан и стиль оформления ленты: стилем по умолчанию стал «Серебристый» («Silver»), также доступны «Синий» («Blue») и «Чёрный» («Black»). Вместо кнопки «Office», которая была призвана заменить меню «Файл», появилась кнопка «Файл», открывающая представление Microsoft Office BackStage.

Ribbon в Microsoft Office 2010

## Ribbon в других программах
- Ribbon был лицензирован компанией Autodesk для программы AutoCAD 2009 для Windows, но от него можно отказаться в пользу старого меню.
- Компоненты Ribbon присутствуют в RAD Studio 2009. Эти компоненты разрабатываются компанией TMS Software, но они используют визуальный стиль, принадлежащий Microsoft, поэтому для их использования необходимо получить лицензию у Microsoft, которая, однако, бесплатна[4].
- Интерфейс картографического редактора MicroGISEditor полностью основан на Ribbon.
- Интерфейс программы 2ГИС практически полностью копирует интерфейс Office 2007.
- Интерфейс программы CyberLink PowerProjector также частично копирует интерфейс Office 2007.
- Последние версии Offline Explorer используют компоненты Ribbon в интерфейсе программы.
- Программа-архиватор PowerArchiver в одном из исполнений интерфейса использует Ribbon.
- Интерфейс программы-переводчика PROMT, начиная с версии 8 полностью основан на Ribbon.
- Программа Total Uninstall использует элементы Ribbon.
- Утилита для захвата изображений PicPick использует ленточный дизайн интерфейса.
- Другая подобная программа для захвата изображения экрана SnagIt в своем редакторе также использует этот интерфейс.
- Графический интерфейс статистического пакета Statistica, выпускаемого компанией StatSoft, начиная с 9 версии по умолчанию использует Ribbon (однако есть возможность переключения на стандартный интерфейс на основе выпадающих меню).
- ABBYY FineReader использует некоторые элементы ленточного интерфейса.
- Help and Manual — профессиональная программа для составления справок также использует интерфейс Microsoft Office 2007, начиная с версии 5.
- Foxit Reader в одном из исполнений интерфейса использует Ribbon.
- MindManager

## Ribbon для разработчиков
В качестве элемента пользовательского интерфейса Ribbon представляет интерес для разработчиков Windows-приложений. Можно выделить следующие направления в программировании Ribbon-интерфейсов:
1. Настройка «под себя» (кастомизация) Office Ribbon в приложениях Microsoft Office[5].
2. Использование Native API. Начиная с Windows 7, Microsoft предоставляет интерфейсы для работы с Ribbon-объектами Microsoft Office. Однако использование native API связано с серьёзным ограничением: созданные таким образом приложения будут работать только под Windows 7[6].
3. Работа с Ribbon-элементами библиотеки MFC. В Microsoft Visual Studio 2010 появился Ribbon Designer — средство для создания Ribbon-ресурсов ваших приложений с использованием Ribbon-объектов MFC[7].
4. Использование Microsoft Ribbon для подсистемы WPF[8].
5. Работа с Ribbon-компонентами от сторонних производителей для разработки приложений на платформе .NET. Ribbon-компоненты выпускает ряд компаний (по лицензии Microsoft):

- Developer Express Inc.
- Elegant Ribbon от FOSS Software Inc.

В случаях использования средств 1, 2, 4 от программиста не требуется принятий условий лицензии Microsoft для Office UI, во всех остальных случаях для использования Ribbon-элементов из Microsoft Office или подобных им компонентов сторонних разработчиков необходимо принятие указанного лицензионного соглашения Microsoft (лицензия бесплатна).

## Ribbon в Windows 7 и Windows 8
Ещё начиная с бета-версий Windows 7 Microsoft начала внедрять новый интерфейс в свою новую операционную систему. В частности, его получил Microsoft WordPad, Microsoft Paint.
В Windows 8 Microsoft продолжила внедрять новый интерфейс в свою новую операционную систему. В частности, его получил проводник Windows.

## Ribbon в C++ Builder и Delphi
В новых версиях Delphi и C++ Builder (Embarcadero RAD Studio) был добавлен набор компонентов для создания в разрабатываемых программах пользовательского интерфейса с использованием Ribbon.

## Ribbon в Интернете
В некоторых сайтах (например, htmlbook.ru) также используются элементы ленточного интерфейса для перехода по различным разделам.